# 1200
1200 (MCC) je bilo prestopno leto, ki se je po julijanskem koledarju začelo na soboto.

## Dogodki

#### Anglija in Francija
- 15. januar - Papeški legat Peter Kapuanski postavi Francijo pod interdikt. Kralj Filip II. se je namreč poročil s princeso Nežo Meransko, čeprav je bila poroka (←1193) z (njemu neljubo) dansko princeso Ingeborg  še vedno veljavna.
- maj - Med angleški kraljem Ivanom Plantagenetom in francoskim kraljem Filipom II. je sklenjen Sporazum iz Le Gouleta. Sporazum sicer ohranja angleške posesti v prvotnih mejah, a je kljub temu diplomatska zmaga za kralja Filipa II., ki mu Ivan prizna kraljevo pravico na vse posesti v Franciji. Iz sporazuma je izvzeta Akvitanija, ki je dejansko v dedni lasti kraljice-matere Eleanore Akvitanske.
- 23. maj - Poroka med francoskim kronskim princem Ludvikom VIII. in bivšo angleško kraljico-vdovo Blanko Kastiljsko.
- 24. avgust - Poroka med angleškim kraljem Ivanom in 12 letno grofično Izabelo Angoulêmško iz grofije Angoulêm, del vojvodine Akvitanije. Poroka, ki krši sporazum iz Le Gouleta, vodi v obnovitev sovražnosti med kraljem Ivanom in francoskim kraljem Filipom II.. Ivan bi si moral kot akvitanski vojvoda in v tem razmerju vazal Filipa II. pridobiti dovoljenje slednjega,
- 9. oktober - Kronanje Izabele Angoulêmške za angleško kraljico.
- Dokončan je biblični komentar Ormulum, zapisan v posebnem fonetičnem zapisu srednje angleščine.
- Pariška univerza Sorbona dobi od Cerkve ustanovitveno listino, čeprav deluje že več desetletij.

#### Ostalo po svetu
- 13. januar - Po umoru burgundskega grofa Otona I. (nemško) grofijo Burgundijo podeduje mladoletna hči Ivana I.. Zaradi sorodstvenega interesa in državljanske vojne med štaufovci in velfi izkaže interes za regentstvo francoski kralj Filip II.
- 25. januar - Bitka pri Bilbeisu: spopad med Saladinovima sinovoma Al-Afdalom in Al-Adilom I.. Zmaga slednji in si tako zagotovi dokončno prevlado v Siriji in v Egiptu. Al-Adil napoti za podkralja v Egipt svojega sina Al-Kamila. 1201 ↔
- 25. oktober - Umrlega nadškofa Mainza Konrada Wittelsbaškega nasledi Sigfrid II. Eppensteinski. Nadškofu Mainza pritiče tudi naziv kanclerja Nemčije.
- V Parizu se nahaja najmanj 32 javnih kopališč.[1]
- Začetek gradnje Freiburške katedrale.
- Sicilski plemič in senešal Markvard iz Annweilerja se kljub nasprotovanju zakonitega skrbnika papeža Inocenca III. polasti regentstva nad mladim sicilskim kraljem Friderikom I. 1202 ↔
- Češki kralj Otokar I. zapusti štaufovce ter se pridruži velfom. Za kralja Češke ga priznata tako velfovski nemški kralj Oton IV. kot papež Inocenc III.
- Severnonemški trgovci kolonizirajo današnje območje Gdanska.
- Umrlega velikega mojstra vitezov templarjev Gilberta Horala nasledi 13. veliki mojster Phillipe de Plessis.
- Umrlega velikega mojstra vitezov križnikov Heinricha Walpota nasledi 2. veliki mojster Otto von Kerpen
- Umrlega horezmijskega šaha Tekeša nasledi sin Ala ad-Din Muhamed.
- Džingiskan si zagotovi prevlado znotraj Mongolije in začne izvajati pritisk na sosednje plemenske zveze/države (mongolske Kereide, Najmane, Tatare, cesarstvi Zahodna Xia in Jin).
- Egipt: drugo leto izjemno nizkega poplavljanja reke Nil (1199-1202).
- Južna Amerika: po inkovski legendi približen začetek vladanja ustanovitelja in prvega inkovskega kralja Manko Kapaka.
- Sveti Sava napiše Hilandarski tipik

## Rojstva
- 19. januar - Dogen Zendži, japonski utemeljitelj soto budizma († 1253)
- 28. oktober - Ludvik IV., nemški plemič, turinški mejni grof († 1227)

Neznan datum
- Adam Marsh, angleški frančiškanski menih in teolog († 1259)
- Al-Abhari, perzijski filozof, matematik († 1264)
- Arnulf iz Leuvena, belgijski (brabantski) cisterijanski opat, pesnik († 1250)
- Gerhard iz Malberga, 6. veliki mojster vitezov križnikov († 1246)
- Goffredus Tranensis, italijanski pravnik († 1245)
- Gruffyd ap Llywelyn, nezakonski sin valižanskega princa Llywelyna Velikega († 1244)
- Guillaume de Lorris, francoski pesnik († 1238)
- Henrik IV., vojvoda Limburga-Spodnje Lotaringije, grof Berga († 1247)
- Hugo iz Saint-Cherja, francoski dominikanski menih, biblicist († 1263)
- Jean de Chelles, francoski arhitekt in kipar († 1265)
- Jehan Erart, francoski truver († 1258)
- Jolanda Courtenayska, ogrska kraljica († 1233)
- Kunigunda Švabska, češka kraljica († 1248)
- Marija Bloiška, grofica († 1241)
- Matej Pariški, angleški kronist in ilustrator († 1259)
- Mojzes ibn Tibon, francoski judovski zdravnik in prevajalec(† 1283)
- Peter iz Montereauja, francoski arhitekt († 1266)
- Tomaž Arhidiakon, hrvaški latinist, zgodovinar in državnik († 1268)
- Ulrik Liechtensteinski, avstrijski vitez in pesnik († 1275)

## Smrti
- 13. januar - Oton I., burgundski grof (* 1171)
- 23. april - Zhu Xi, kitajski konfucijanski filozof (* 1130)
- 21. junij - Anastasija Srpska, soproga srbskega kneza Štefana Nemanje, svetnica
- 25. oktober - Konrad I. Wittelsbaški, nadškof Mainza, kardinal-škof Sabine, kancler Nemčije
- 16. november - Hugo iz Lincolna, angleški škof, svetnik (* 1135)

Neznan datum
- Ala ad-Din Tekeš, horezmijski šah
- Bruno III. Berški, kölnski nadškof, volilni knez (* 1140)
- cesar Guangzong, dinastija Južni Song (* 1147)
- Gilbert Horal, 12. veliki mojster vitezov templarjev
- Heinrich Walpot, 1. veliki mojster vitezov križnikov
- Henrik iz Veldekeja, nemški pisatelj in pesnik, minnesinger (* 1150)
- Ivan Dukas, bizantinski general (* 1126)
- Joscelin III., zadnji edeški grof
- Sigurd Lavard, norveški princ